# Ivan Jur'evič Moskvitin
Ivan Jur'evič Moskvitin, in russo Иван Юрьевич Москвитин? (fl. XVII secolo), è stato un esploratore russo.
Nel 1639, con un distaccamento di cosacchi, fu il primo russo a raggiungere il mare di Ochotsk, a scoprire le sue coste e il golfo di Sachalin.

## Biografia
Le sue date di nascita e di morte sono sconosciute, era probabilmente nato vicino a Mosca e la sua morte dovrebbe essere avvenuta dopo il 1647.  Le prime notizie su di lui, nel 1626, attestano la sua presenza tra i cosacchi di Tomsk. Tra il 1635 e il 1638, con una squadra di cosacchi a piedi, e l'atamano Dmitrij Epifanovič Kopylov (Дмитрий Епифанович Копылов), si diresse verso Jakutsk. Discesero la Lena e risalirono il fiume Aldan dove fondarono il forte di Butal'sk. Dagli evenchi, Kopylov venne a conoscenza dell'esistenza di un fiume dove esistevano depositi d'argento (l'Amur), e dove vivevano popoli sedentari che coltivavano grano ed allevavano bestiame. Inviò quindi un distaccamento di cosacchi guidati da Moskvitin, nel 1639,  ad esplorare il corso superiore del fiume Maja. Seguendone il corso essi raggiunsero il fiume Ul'ja, attraversarono i monti Džugdžur e da lì arrivarono sulla costa del mare di Ochotsk dove trascorsero due anni ad esplorarla e ne realizzarono il primo schizzo. Raccolsero informazioni sui fiumi che vi sfociano, sull'Amur, sul golfo della Uda e su popolazioni locali: i Giliachi, i Nivchi, i Nanai e gli Ainu.  Nella primavera del 1640 navigarono lungo la costa continentale, verso est, durante questo viaggio scoprirono le isole Šantar. Attraversato il golfo di Sachalin, visitarono la costa nord-occidentale dell'isola di Sachalin. Nel 1641, il distaccamento tornò a Jakutsk, dove Moskvitin assieme a Kopylov compilarono le loro annotazioni di viaggio Sulla base delle indicazioni di Moskvitin, fu elaborata la prima mappa russa dell'estremo oriente nel marzo del 1642. Moskvitin tornò a Tomsk nell'estate del 1647 con il grado di atamano cosacco. Non ci sono successive notizie sulla sua vita.

## Luoghi che portano il suo nome
- Capo Moskvitin (Мыс Москвитина)[9], sulla penisola Onara, ad ovest della baia del Tauj (59°16′09″N 147°47′14″E).